# 长山镇 (廉江市)
长山镇，是中华人民共和国广东省湛江市廉江市下辖的一个乡镇级行政单位。

## 行政区划
长山镇下辖以下地区：
长山社区、石滩村、文林村、路带村、成龙村、凌垌村、那凌村、石山村、谷邦村、横州坡村、茅田村、长郊村、大头竹村、李屋村、勿曲村、罗村、瑞坡村、玉黄村和长山农场。

## 图集
- 廉江市长山镇作长山河水域
- 廉江市长山镇作长山河水田
- 廉江市长山镇作长山河山岭
- 廉江市长山镇作长山河山路